# Arroyo Rogers
El arroyo Rogers es un curso de agua que corre en la parte norte de la parte chilena de la Isla Grande de Tierra del Fuego y desemboca en la bahía San Felipe del Estrecho de Magallanes.
Este arroyo ha sido llamado río Bezanilla también.

## Historia
Luis Risopatrón lo describe brevemente en su Diccionario Jeográfico de Chile de 1924:: 776 
Rogers (Arroyo) 52° 55' 69° 58' Corre hacia el N i se vácia en la costa S de la bahía de San Felipe, de la parte N de la isla Grande de la Tierra del Fuego. 156; i rio Bezanilla en 151. viii, croquis de Popper (1887).